# Energetikai Szakkollégium
Az Energetikai Szakkollégium (ESZK) 2002. október 17-én alakult az Energiagazdálkodási Tudományos Egyesület (ETE), a Magyar Elektrotechnikai Egyesület (MEE) és a Magyar Energetikai Társaság (MET) támogatásával, gépész- és villamosmérnök hallgatók együttműködésében.
2008. április 4-étől a szakkollégium működését az Energetikai Szakkollégium Egyesület támogatja.
Az energetika területén működő vállalatok vezetőinek, szakembereinek, az energetika iránt érdeklődőknek, illetőleg a szakiránnyal még csak tanulmányok szintjén foglalkozóknak egyaránt közös érdeke, hogy a következő mérnök generációk elméleti és gyakorlati szinten egyaránt hiteles és a lehetőségekhez mérten teljes képpel rendelkezzenek e sokrétű és szerteágazó tudományterület múltjáról, jelenéről és a jövőbeni fejlődési lehetőségeiről. Mindezért kiemelkedően fontos az elméleti és gyakorlati tudás összekapcsolódásának elősegítése, az ipar és az egyetemek közötti kommunikáció javításának, illetve partnerkapcsolatok létrejöttének támogatása. Ennek a megvalósítását tűzte ki céljául az Energetikai Szakkollégium Egyesület.

## A szakkollégium célja
A szakkollégium heti rendszerességgel rendez előadásokat, fórumokat, üzemlátogatásokat, melyeken lehetőséget nyújt az érdeklődőknek az egyetemi, főiskolai tananyagot meghaladó ismeretanyag megszerzésére, illetőleg tapasztalt, gyakorló szakemberek álláspontjainak megismerésére. Szakmailag elismert előadókat hív meg a hallgatók körébe, folyamatosan lépést tartva a technikai fejlesztésekkel és gazdasági aktualitásokkal.
Elősegíti a hallgatók és az energetikában élen járó cégek kapcsolatfelvételét. Közreműködik a nyári szakmai gyakorlatok szervezésében, a cégek számára lehetőséget ad szakmai bemutatkozásra, előadások tartására, állásajánlatokat közvetít, továbbá az egyetemi oktatókkal is együttműködve megszervezi az energetikai feladatok önálló hallgatói tevékenység keretében történő megoldását, kidolgozását.

Az energetika és kapcsolódó területeinek megismerését tagjai részére az egyéni igényeknek megfelelő konzultációs lehetőségek és konferencia részvételek biztosításával, TDK és diplomaterv pályázataival is segíti. Emellett 2010 őszén első alkalommal belső szakmai kurzust is szervez. Hasonló, az iparban is alkalmazott és az egyetemi képzések során nem feltétlenül elsajátítható ismereteket nyújtó kurzusok rendszeres lebonyolítását a továbbiakban is tervezi, együttműködve a kompetens vállalatokkal.

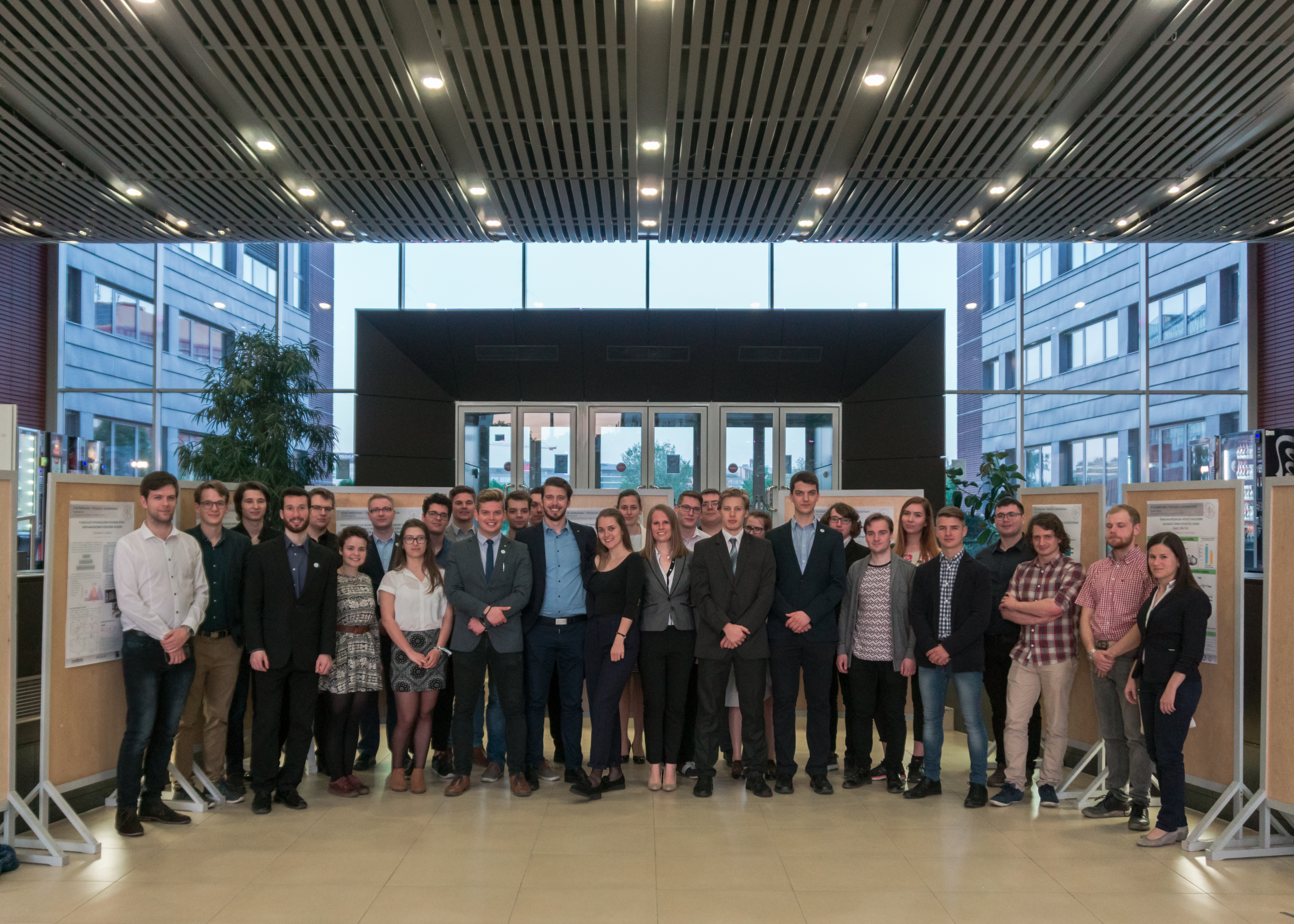
Az Energetikai Szakkollégium tagsága

Tevékenységét a hallgatók érdeklődési körével és az ipar elvárásaival összhangban folyamatosan bővíti.

## A szakkollégium története
Több mint tíz évvel ezelőtt a Budapesti Műszaki és Gazdaságtudományi Egyetem mérnök hallgatóinak egy csoportja, egyetemi oktatóik segítségével egy új társaság létrehozására vállalkozott. Úgy érezték, hogy az egyetemen megszerezhető alapok mellett a sikerhez elengedhetetlen, hogy a folyamatban levő iparági kutatásokkal és aktuális információkkal is tisztában legyenek. Ezért 2002. október 17-én az Energiagazdálkodási Tudományos Egyesület (ETE), a Magyar Elektrotechnikai Egyesület (MEE) és a Magyar Energetikai Társaság (MET) támogatásával megalapították az Energetikai Szakkollégiumot.
A kitűzött céloknak és elvárásoknak megfelelve, a szakkollégium több, mint 15 éve szervez az energetika szerteágazó területéhez kapcsolódó programokat az egyetemi hallgatóknak és az egyre nagyobb számban jelentkező külső érdeklődőknek.
2008. április 4-étől a szakkollégium működését az Energetikai Szakkollégium Egyesület támogatja.

## Szervezeti felépítés
Az Energetikai Szakkollégium több mint tíz évvel ezelőtti alapítása óta jelentős fejlődésen ment keresztül: formálódó szakmai körből széles tevékenységi körű, egyetemi és ipari körökben is ismert diákszervezetté vált. A tevékenységbeli bővüléssel, a belső és külső körülmények változásával párhuzamosan alakult a szervezeti forma is. A korai, gyengén definiált szerepkörök idővel pontosan körvonalazódtak, majd a működéshez illeszkedő rendszerbe foglaltattak. A formális keretek megjelenése mellett is megmaradt azonban a szakkollégiumi közösség baráti, önszerveződő jellege. Ez a sajátos légkör kiemelt értékünk, mely az elkövetkező években is biztosíthatja számunkra a megújulást. A szakkollégium szervezeti struktúrája vállalati mintára épül fel. Öt osztállyal működik a szakkollégium, melyek az egyenlő munkamegosztást és a feladatkörök előnyös elkülönülését szem előtt tartva alakultak ki. Ezek a következők:
- Ipari és Stratégiai Osztály
- Titkári Osztály
- Nyilvános Osztály
- Belső Osztály
- Projekt Osztály

Az osztályok élén az elnökség tagjai állnak, akik koordinálják az osztály működését és feladatait.
Szakkollégium önkormányzati elven működik, a legfőbb döntéshozó szerv az általában havonta ülésező Közgyűlés. A Közgyűlés által hozott határozatok végrehajtására, az ügyvezetési feladatok ellátására, illetve a szervezet képviseletére a Közgyűlés ötfős Elnökséget választ, melynek tagjai az Elnök, a Titkár, illetve a három Alelnök. Míg az Elnök elsősorban a Szakkollégium képviseletéért, illetve az általános ügymenetért felel, a Titkár feladata a Szakkollégiumon belüli működés szabályosságának, valamint az erőforrások hatékony elosztásának biztosítása. Az ő munkájukat három Alelnök segíti a legfontosabb feladatok szerint csoportosítva tevékenységeiket. Megemlítendő, hogy az ESZK tevékenységét Felügyelő Bizottság ellenőrzi, mely tanácsaival, észrevételeivel segíti hosszú távú terveinek megvalósulását, illetve felügyeli a mindennapos működést is.
2014 nyarán megalakult a Szakkollégium Szakmai Tanácsadó Testülete, mely az egyetem energetikai képzésért felelős vezetői és a hazai energiaipar vezető nagyvállalatainak felsővezetői alkotják, szakmai tanácsaikra és segítségükre hagyatkozunk a szakkollégium programjainak tervezésekor. 
A szervezeti felépítést a 2015-ös évben tudatosan bővítette ki a szervezet projektekkel, melyekbe a belépés a tagok közül bárkinek lehetséges, így a kiemelten fontos rendezvényeinken külön munkacsoportok dolgozhatnak, melyek minden támogatást megkapnak az alosztályok és a csoportok alapvető funkcióin keresztül. A tavaszi félév során ugyanakkor vezetőségi szinten folyamatosan zajlott a Szakkollégium 2015 tavaszán bevezetett szervezeti struktúra átalakításának tökéletesítése. A struktúraátalakítás a folyamatos megújulás fenntartása mellett alapvetően azt a célt szolgálja, hogy a pozícióhoz tartozó feladatkörök pontosabb definiálásával növelhessük tevékenységünk hatékonyságát. 

## Rendezvények
A Szakkollégium egyik fő profilja nyilvános programok szervezése az energetika különböző területei iránt érdeklődőknek.
Tagjai heti rendszerességgel szerveznek előadásokat, az iparban elismert és nagy tudású kutatókkal, cégvezetőkkel. Szinte minden félévben találkozhatunk visszatérő, a Szakkollégiumot támogató cégek előadásaival, mint például a MOL vagy a MAVIR. Egyes előadások panelbeszélgetés formájában kerülnek megszervezésre, ahol nemcsak egy, de több szakember az energetika különböző szegmenseiből veti össze véleményét egy adott témáról.. Az előadások mellett félévente 2-3 üzemlátogatásra is sor kerül, ahol egy-egy erőmű, energetikai berendezéseket gyártó cég vagy különböző energetikai kötődésű vállalatok épületeibe, gyártelepeire kaphatunk betekintést. A Paksi Atomerőmű és a Mátrai Erőmű látogatása mindig nagy népszerűségnek örvend, ezért ezek az erőművek gyakran visszatérő úti célok. A tavaszi félév utolsó hetében már hagyománnyá vált a Mi Energiánk - Fiatalok a tudományban minikonferencia megrendezése, amely a Szakkollégium tehetséges diákjainak ad teret kutatási területeik rövid bemutatására.

## A szakkollégium projektjei
Az Energetikai Szakkollégium alapját képezik a projektek. Az évek során számos új projektbe vágtunk bele, ugyanakkor van néhány kulcsfontosságú melyek nélkül elképzelhetetlen lenne a Szakkollégium.

### International Youth Conference on Energy (IYCE)
A 2007-es évben hagyományteremtő céllal lett megszervezve az „International Youth Conference on Energetics 2007” (IYCE) nevű, angol nyelvű nemzetközi ifjúsági konferencia, melyet olyan nagy nemzetközi szakmai szervezetek támogattak, mint például az AEE, a CIGRE, vagy az ENEN. Hasonló jellegű, célzottan fiatal kutatók, egyetemi és PhD hallgatók számára korábban nem rendeztek konferenciát hazánkban. A konferencia lehetőséget nyújtott a fiatal szakemberek munkájának nemzetközi szintű ismertetéséhez, továbbá személyes kapcsolatok létesítéséhez maguk az előadók és a rendezvényen megjelenő, az ipart és az egyetemeket képviselő neves szaktekintélyek között.
A „2nd International Youth Conference on Energetics 2009” (IYCE’09) konferencia fő célkitűzése az első szervezéshez hasonlóan az energetika fontosságának és innovatív jövőjének tudatosítása, biztosítása volt, a jövő generációjának megszólításán keresztül. Az ismételten Budapesten lebonyolított konferencián 23 országból érkező 129 résztvevő összesen 63 publikációt mutathatott be.
A 2011-ben szervezett, „3rd International Youth Conference on Energetics 2011” (IYCE’11) konferencia Portugáliában, Leiria városában került megrendezésre, társszervezőként pedig közreműködött a helyi egyetem, az IPL (Polytechnic Institute of Leiria). A Szakkollégium nemzetközi porondon is megállta a helyét: közel 30 országból látogattak el a rendezvényre, 95 szerző 104 cikket publikált, adott elő 15 szóbeli és 2 poszter szekcióban.
2013-ban újra Magyarországon került megszervezésre a „4th International Youth Conference on Energy 2013” (IYCE’13). A konferenciának ezúttal Siófok, azon belül is a Hotel Residence Balaton**** adott otthont, ahol a több mint 28 országból érkező résztvevő nem csak a szakmai program élményeivel, de páratlan balatoni panoráma látványával is gazdagodhatott. Az IYCE 2013 konferencián közel 110 résztvevő 91 cikket publikált és adott elő összesen 12 szóbeli és 1 poszter szekcióban.
2015-ben szervezett „5th International Youth Conference on Energy 2015” (IYCE’15) konferenciának az olaszországi Pisa adott otthont. Az esemény 2015. május 27-30. között zajlott, melyben társszervezőként az olasz Nuclear and Industrial Engineering Srl (N.I.N.E) segítette a szervezők munkáját. A konferencia helyszínéül az olaszországi Nemzeti Kutatótanács, a CNR pisai kongresszusi központja szolgált. A konferencia sikerét jól jelzi a mintegy 190 résztvevő, akik közel 35 országból érkeztek.
2017-ben ismét Magyarország, Budapest adott otthont a „6th International Youth Conference on Energy 2017”-nek (IYCE’17). Az esemény különlegessége, hogy 10 éves jubileumhoz érkezett a konferencia, mely 2017. június 21-24. között került megrendezésre. A konferencia presztízsét jól mutatja, hogy ebben az évben 29 országból összesen 131 vendéget üdvözölhettünk, akik összesen 74 publikációt mutattak be.
Idén, 2019-ben szervezett „7th International Youth Conference on Energy 2019” (IYCE’19) újra külföldön, a szlovéniai Bledben került megrendezésre. A konferenciasorozat 2019. július harmadika és hatodika között zajlott. A programtervezet a korábbi alkalmak sikeres rendezvényeire alapozva, azonban új színben valósult meg, melyet további élményekkel teli események gazdagítottak. Hozzávetőleg száz vendéget számlált az esemény, akik körülbelül félszáz publikációt és előadást tettek az asztalra.
2020-ban elindult a következő konferencia szervezőcsapatának a munkája is. Az eddigi kétéves periódust a pandémia helyzet miatt most egy hároméves követett, de 2022-ben sikeresen meg tudtuk szervezni az “8th International Youth Conference on Energy”-t. A konferencia helyszíne Eger városa volt. A korábbi évekhez képest kevesebb résztvevővel, ugyanakkor annál nagyobb lelkesedéssel zajlott le a konferencia. A három nap során a résztvevők összesen 32 előadást hallgathattak meg az energetika számos területéről. Ugyanakkor neves meghívott előadók előadásain és panelbeszélgetésein is részt vehettek az érdeklődők. A szakmai programok mellett a közösségi események is nagy sikert arattak. Külföldi vendégeink számára érdekes volt megismerni Egert és a város látványosságait. A záró gálavacsorán pedig a konferencia legjobbjai elismerésben részesültek.

### Nemzetközi nyári egyetem (SAE2)
Szakkollégiumunk másik kiemelt projektje az energetikai témájú nemzetközi nyári egyetem, mely 2014 óta eddig négy alkalommal került megrendezésre. A rendezvény célja, hogy évente-kétévente Magyarországra invitálva Európa és a világ más műszaki egyetemeinek kiemelkedő hallgatóit, serkentse a nemzetközi szakmai kapcsolatok kiépítését és lehetőséget nyújtson a hallgatók szakmai ismereteinek bővítésére, tudásuk próbára tételére. A nyári egyetem minden alkalommal más, energetikai szempontból kiemelkedően fontos témára összpontosít. A cél az, hogy a többnapos rendezvény előadásaival, üzemlátogatásaival, illetve projektfeladatával az adott területhez kapcsolódó, a későbbiekben felhasználható szakmai tudást adjon a résztvevőknek. Eddig 2014-ben, 2015-ben, 2016-ban és 2018-ban volt nyári egyetem. A korábbi tervek szerint 2020-ban lett volna a következő, ugyanakkor a koronavírus járvány miatt az esemény elhalasztásra került.

### Energetikai Tanulmányi Verseny
A Szakkollégium hagyományteremtő szándékkal a 2009-es évben szervezte meg első alkalommal országos Energetikai Tanulmányi Versenyét. Célunk az volt, hogy a középiskolás diákokkal jobban megismertessük az energetika világát, és hogy népszerűsítsük az energetikai és villamosmérnök képzéseket. A verseny 2010-ben már több, mint 1200 középiskolai diák részvételével zajlott le. A versenysorozatra 2011-ben már határon túli, magyar nyelvű oktatási intézmények tanulói is nevezhettek. A versenyt novembertől februárig tartó időszakban rendeztük meg, alkalmazkodva a felsőoktatási felvételi jelentkezési határidőhöz. Reményeink szerint a diákok döntését segíthetjük elő azzal, hogy első kézből megismerik a szakma alapvető feladatait, témaköreit és az egyetemi képzéseket a felvételi jelentkezés előtt. 
A verseny minden évben három fordulóból áll. Az első forduló hagyományosan 3-4 rövidebb, a csapatoknak heti rendszerességgel kiküldött online, energetikai témájú tesztsorból áll, melyet a Szakkollégium tagsága állít össze feleletválasztós kérdésekből és egyszerűbb számításokat igénylő feladatokból.
Az első fordulóból továbbjutott 20 csapat a második fordulóban problémamegoldó feladatot kap, a kidolgozásra hozzávetőlegesen 1 hónap áll rendelkezésre. A határidő lejártát követően eredményeiket a Szakkollégium tagságából felállt zsűri előtt kell prezentálni, videokonferencia jelleggel. 
A legeredményesebben szereplő 10 csapat a helyszíni döntőn interaktív, kreatív feladatok segítségével mérheti össze tudását, melyekkel felmérhetjük, milyen ismeretekkel bővült tudásuk a felkészülés során, és hogyan tudják ezeket az ismereteket a gyakorlatban is alkalmazni. A csapatok közti verseny mellett az iskolákra is figyelmet fordítunk, és díjazzuk azt az iskolát, amely a legtöbb döntőbe jutott csapatot delegálja az adott évben.

### Nyári szakmai gyakorlat projekt
Az Energetikai Szakkollégium 2002-es megalapítása óta kiemelten fontosnak tartja, hogy segítse az energetika valamely területén tanuló egyetemi hallgatók és az energetikában élen járó cégek kapcsolatfelvételét. Ennek a célnak szenteli programjai nagy részét, és ebbe a sorba illik bele a 2007 óta évente megrendezésre kerülő Nyári Szakmai Gyakorlat program is. Már a kezdetekkor cél volt a hallgatók számára minél szélesebb körben lehetőséget biztosítani a mérnöki diplomához elengedhetetlen kötelező szakmai gyakorlat teljesítésére, a mára hagyománnyá váló tevékenység pedig elismerésre tett szert nem csak a programban résztvevő cégek, hanem az egyetemi tanszékek körében is.
Kezdettől fogva igyekszünk még több lehetőséget biztosítani a programban résztvevő hallgatóknak az egyetemen kötelező 4-6 hetes szakmai gyakorlat elvégzésére. Programunk során kiemelt szándékunk, hogy jelentős hazai ipari szereplők bevonásával megteremtsük a kapcsolatot a diploma megszerzése előtt álló egyetemi hallgatók és a vezető energetikai vállalatok között. A résztvevő hallgatók szervezeteink segítségével bepillantást nyerhetnek az energetika területén dolgozó mérnökök mindennapjaiba, elmélyíthetik az egyetemen előzetesen megszerzett elméleti és gyakorlati tudásukat, továbbá karrierjük szempontjából elengedhetetlen szakmai kapcsolatokra tehetnek szert.
A program sikerességét mutatja, hogy évek óta jelentős számú hallgatót tudunk kiközvetíteni partnereinkhez. A kiközvetítés alapját adó szempontrendszer utóbbi okok miatt egyre kifinomultabb, a cégekkel egyeztetve folyamatos felülvizsgálatra kerül. Természetesen partnereink gyakran egyéni elvárásokat is támasztanak a jelentkező hallgatókkal szemben, ezek figyelembevételével minden gyakorlati hely esetében próbáljuk körültekintően felmérni, hogy az adott jelentkező mind szakmailag, mind pedig ambícióiban a megfelelő választás legyen a cégek számára. A Szakmai gyakorlati programunk elsődlegesen a diplomához szükséges 4-6 hetes gyakorlat teljesítése érdekében jött létre, így ez is része a már említett szempontrendszernek, azonban minden évben közvetítünk ki a kötelező szakmai gyakorlat elvégzésén felül is gyakornoki állást kereső hallgatókat, így mindenkit biztatunk a jelentkezésre!

### DIY alkotó projektek
Az évek során felmerült a tagságunkban, hogy valamilyen alkotó projektet hozzunk létre, melyben a tagok a megszerzett tudásukat a gyakorlatban is kamatoztatni tudják. Számos kisebb nagyobb projekt került megvalósításra, mint például a DIY Energiatermelő kerékpár, DIY Napelem vagy a DIY High Voltage. Az elkészült munkákat azóta is aktívan használjuk standolásaink során. Az érdeklődök mindig izgatottan szemlélik, próbálják ki ezeket.

## Nemzetközi kapcsolatok, eredmények

### Association of Energy Engineers - Hungarian Student Chapter
Nemzetközi kapcsolatainak erősítése érdekében 2006-ban, első európai diáktagozatként alapította meg a szakkollégium az Association of Energy Engineers (AEE) nemzetközi, energetikai menedzsmenttel foglalkozó mérnöki egyesület magyarországi diáktagozatát (Hungarian Student Chapter – HSC.) 
Az AEE-t 1977-ben alapították az Amerikai Egyesült Államok, mára több, mint 90 országban van jelen és összesen több mint 17 000 tagot számlál.
A szervezet legnagyobb rendezvénye, az évente, az Amerikai Egyesült Államokban (USA) megrendezésre kerülő World Energy Conference (WEC), melyen 2007 óta Szakkollégiumunk delegáltjai is képviselik az ESZK-t és egyben Magyarországot. Tagjai mindamellett, hogy képviselik szervezetüket a WEC keretében megrendezésre kerülő díjátadókon, gálákon, illetve szakmai találkozókon, részt vesznek a konferencia szakmai előadásain, sőt minden évben publikálnak is a több ezer fős nemzetközi konferencián.
Az előzetes jelölések és egy szakmai zsűri bírálata alapján a WEC keretei közt kerül sor minden évben az AEE legjobb tagozatainak díjazására is.
Az ESZK, mint az AEE magyarországi diáktagozata számos kiemelkedő elismerést, díjat vehetett át ezeken a díjátadókon.
A szervezet 2007 és 2013 között minden évben, összesen hét alkalommal nyerte el az  AEE legjobb diáktagozatának járó „Best Student Chapter International” díjat, amelyet 2017-ben négy év kihagyás után ismét elnyert. Emellett több ízben, többek között 2011-ben, illetve 2014-ben a legjobb hírlevélért járó „Best Newsletter International” díjat is átvehették az ESZK képviselői az USA-ban. 

### Institute of Electrical and Electronics Engineers (IEEE)
Nemzetközi ismertségeinek, kapcsolatainak bővítése céljából az IYCE’09 konferencián a nagyközönség előtt is bejelentettek a szakkollégium az „IEEE Budapest University of Technology and Economics Joint Student Branch Chapter of the Industry Applications and the Power & Energy Societies” tagozat megalapítását. Ennek első eredményeként a tagozat a 2009-es tevékenységek honorálásaként elnyerte az „IAS Outstanding Student Branch Chapter 2010” díját, melynek átvételére Houstonban, az IAS Annual Meetingen került sor.  
A 2011-es évben tevékenységünket „IAS Continued Outstanding Performance Student Branch Chapter 2011” díjjal jutalmazták, míg a szervezet weboldalán „IAS CMD Chapter Web Contest, First prize” díjban részesült. A díjakat a 2011-es IAS Annual Meetingen vehette át a szakkollégium, mely az Amerikai Egyesült Államokban található Orlandóban került megrendezésre. A fent említett díjakat a 2012-es évben is elnyerte: a tagozat 2011- es tevékenységét "IAS Continued Outstanding Performance Student Branch Chapter" elismeréssel honorálták, weboldala pedig a "2012 IAS Chapter Web Contest" első helyezettje lett.  
A 2013. évi IAS Annual Meetingen ismét átvehette az "IAS Continuously Outstanding Performance Student Branch Chapter" elismerést, a honlap pedig ezúttal második helyezést ért el az „IAS Chapter Web Contest" versenyen. A 2014-15-ös években, valamint 2016-ban a Chapter már mondhatni megszokottan nyerte el az „IAS Continuously Outstanding Student Branch Chapter Award” díjat. A 2014-es év pedig a Power and Energy Society részéről is meghozta a várva várt sikert: a „High Performing Student Branch Chapter Award” elnyerése igen megtisztelő volt, a 2015-ös évben pedig már meggyőző fölénnyel hódította el ezen elismerést. 2015 őszén a Szakkollégium részt vett az IEEE Day keretein belül meghirdetett fotópályázaton, melyet „Best Technical Photo” kategóriában megnyert. Szakmai sikerei is születtek 2015-ben: az IEEE Hungary Section Szakmai Cikk és Dolgozat versenyén első és megosztott második helyet értek el a Student Branch Chapter indulói. A Region 8 (Európa, Közel-Kelet és Afrika) éves Student Paper Contest versenyén pedig döntőbe jutott egy tag (legjobb öt dolgozat az említett térségben), ami neves konferencia részvételi és publikálási lehetőséggel járt Cipruson.  
2016-ban tagjaink részt vettek az IEEE IAS Annual Meetingen Portlandben, ahol az „Outstanding Small Joint Chapter Award” és a „Continously Outstanding Student Branch  hapter Award” díj mellett az egyik tag az IYCE’15 konferencia szervezéséért elnyerte az „Industry Applications Society Outstanding Project Organizer Award” elismerést. Az IYCE konferencia megrendezéséért megkapta a szakkollégium a „Darrel Chong Student Activity Award”-ot, a Középiskolai Tanulmányi versenyért pedig a „Maker Event Winner” elismerést. A szervezet az  IYCE’17 konferencia szervezéséért elnyerte az első díjat az „IAS Most Happening Chapter Contest Award”-on, továbbá egyik tagja ismételten elnyerte a „Industry Applications Society Outstanding Project Organizer Award” elismerést.  
2019-ben két tag újra a Region 8 „Student Paper Contest” döntőse lett. Az IEEE Power and Energy Society 2016-os „High Performing Student Branch Chapter Program” világszinten 13., Region 8 szinten pedig 2. helyezettje lett. Az IYCE szervezői az IYCE'19 konferencia gálaestjén az IEEE IAS CMD jelenlegi és előző elnökétől vehették át az Industrial Application Society elismerő okleveleit a  the International Youth Conference on Energy 2019 megszervezéséért. A 2019-es IAS Annual Meetingen a honlap „IAS Chapter Web Contest” verseny harmadik helyezését érte el. Az esemény az Amerikai Egyesült Államokbeli Baltimoreban került megrendezésre. 

## Emlékfélévek
Az Energetikai Szakkollégium a 2008-as tavaszi félévtől kezdődően minden félévét egy neves magyar energetikai személyiségről, kutatóról, feltalálóról, nevezi el. A személy nevét feltünteti minden szóróanyagán, valamint a honlapján elhelyezi önéletrajzát is. Célunk a vonatkozó hazai tudomány- és ipartörténet ápolása, kulturális ismeretterjesztés a hallgatók közt. A szakkollégium eddigi emlékfélévei:
- Heller – Forgó (2008 tavasz)
- Teller Ede (2008 ősz)
- 60 éves a VER (2009 tavasz)
- Mosonyi Emil (2009 ősz)
- Pattantyús-Ábrahám Géza (2010 tavasz)
- Bláthy Ottó (2010 ősz)
- Kármán Tódor (2011 tavasz)
- Jedlik Ányos (2011 ősz)
- Szilárd Leó (2012 tavasz)
- ESZK jubileum (2012 ősz)
- Zipernowsky Károly (2013 tavasz)
- Jendrassik György (2013 ősz)
- Ganz Ábrahám (2014 tavasz)
- Bánki Donát (2014 ősz)
- Schenek István (2015 tavasz)
- Lévai András (2015 ősz)
- Verebélÿ László (2016 tavasz)
- Déri Miksa (2016 ősz)
- Dr. Ronkay Ferenc (2017 tavasz)
- Energetikai Szakkollégium jubileum (2017 ősz)
- Zipernovszky Ferenc (2018 tavasz)
- VET 125 jubileum (2018 ősz)
- Kandó Kálmán (2019 tavasz)
- Stoczek József (2019 ősz)
- Stodola Aurél (2020 tavasz)
- Csonka János (2020 ősz)
- Bátor Béla (2021 tavasz)
- Wigner Jenő (2021 ősz)
- GPK 150 (2022 tavasz)
- ESZK20 (2022 ősz)

## Rendezvényeken való részvétel

### BME Nyílt Nap
A BME által hagyományosan minden ősszel megszervezésre kerülő, középiskolásoknak szóló nyílt napon lehetősége van Szakkollégiumunknak is részt venni. Remek alkalom a tagoknak arra, hogy a középiskolásoknak bemutathassák tevékenységüket és megismertethessék velük az energetikát és a Szakkollégiumot is. A koronavírus járvány miatt korlátozások következtében a BME nyílt nap is az online térben került megrendezésre, amire mi egy videósorozatot készítettünk, ezzel is segítve a végzős diákokat a választásban.

### Kutatók Éjszakája
A Kutatók Éjszakája nagyszerű alkalom a sok-sok érdeklődőnek megmutatni, hogy mit is jelent a tudomány. Ezen az alkalmon a Szakkollégium is rendszeresen képviselteti magát, hiszen a tagok közül is sokan végeznek tudományos kutató munkát tanulmányaik mellett. Ez egy remek platform számukra, hogy prezentálják az érdeklődők számára a kutatási területüket.

### BME Gólyatábor
A frissen felvett egyetemi hallgatók körében mindig nagy érdeklődés övezi az egyetemi gólyatábort. Az eseményen az egyetemi öntevékeny köröknek mindig lehetősége van bemutatni tevékenységüket. A Szakkollégiumunk is mindig él ezzel a lehetőséggel, és minden alkalommal sok érdeklődővel találkozunk, akiket később a tagságban is viszontlátunk.

### EDUCATIO kiállítás
A Szakkollégium az EDUCATIO kiállításon minden évben képviselteti magát. Ilyenkor sok gimnazista jön oda a standoló tagokhoz, ahol az érdeklődők az energetika és a Szakkollégium mellett megismerkedhetnek a DIY projektjeinkkel és az egyetemmel is, így később a jövőjükről egy jobb döntést tudnak hozni, amikor leadják a felvételi jelentkezést.